# Soluție micelară
O soluție micelară este formată dintr-o dispersie de micele într-un solvent (de obicei apă). 

## Apa micelară
Când solventul este apa, soluția se numește apă micelară, produs de mare actualitate în cosmetică.

## Micelele
Micelele constau din amfifile agregate și, într-o soluție micelară, acestea sunt în echilibru cu amfifilele neagregate libere. Soluțiile micelare se formează atunci când concentrația de amfifile depășește concentrația critică micelară (CMC) sau concentrația critică de agregare - CAC, și persistă până ce concentrația de amfifile devine suficient de mare pentru a forma faza de cristal lichid liotropic.

## Faze izotrope
Deși micelele sunt adesea descrise ca fiind sferice, ele pot fi cilindrice sau turtite, în funcție de structura chimică a amfifilelor. Soluțiile micelare  sunt faze izotrope.